# Władysław Szymanski
Władysław Szymanski (deutsch Wladislaus Szymanski, * 5. April 1901 in Klein Dommatau (heute: Domatówko) bei Putzig (Puck), Provinz Westpreußen; † 11. Januar 1940 im KZ Stutthof bei Danzig) war Priester, Religionslehrer und Märtyrer der katholischen Kirche.

## Leben

Wladislaus Szymanski auf einer Gedenktafel in der Marienkapelle Söder

Szymanski studierte am Priesterseminar in Pelplin und wurde am 27. Juni 1926 zum Priester geweiht. Er wurde Vikar in Danzig (heute Gdańsk) an der St. Joseph-Kirche und Seelsorger der Christ-König-Gemeinde. Bereits am 13. April 1934 erließ der Danziger Senat, der von der NSDAP dominiert wurde, für ihn ein Verbot der Ausübung der pastoralen Tätigkeit. Als Rechtsgrundlage diente ein Gesetz von 1873, das noch aus der Zeit des Kulturkampfes stammte. Nach Protesten wurde dem Priester die abgelegene Gemeinde Groß Lesewitz (poln. Lasowice Wielkie) bei Marienburg zugewiesen. Er war auch für polnische Jugendorganisationen tätig. 1935 wurde er Pfarrer in Zoppot, musste jedoch 1937 wiederum unter Druck aus dem Amt entfernt werden. Bis zuletzt war er dort aber noch Religionslehrer.
Frühmorgens am ersten Tag des Zweiten Weltkriegs, dem 1. September 1939, wurde Szymanski, wie auch die Pfarrer Bronisław Komorowski, Franciszek Rogaczewski, Bernhard von Wiecki und der Geistliche Marian Górecki von SS-Männern verhaftet und in der Danziger Victoriaschule gefangen gesetzt. Vermutlich wurde er bereits am nächsten Tag, wie auch Górecki, in das KZ Stutthof überstellt, wo sie in einer 40-köpfigen Gruppe von Priestern und Lehrern am Aufbau des Lagers arbeiteten.
Am 11. Januar 1940 wurde Szymanski dort mit dem Pfarrer Bernhard von Wiecki und weiteren Mitgliedern der polnischen Intelligenz erschossen. Die Leichen wurden später exhumiert und auf dem Ehrenfriedhof in Zaspa (Gdańsk-Zaspa; ehemals: Saspe) beigesetzt.

## Gedenken
In Sopot erinnert seit 1985 ein Denkmal an ihn, vier katholische Seelsorger, die auf ähnliche Weise umkamen, und 69 weitere Bürger. Auch Gedenktafeln in der Kirche Maria Meeresstern in Sopot und eine weitere an der Marienkapelle in Söder bei Hildesheim nennt seinen Namen.
Die katholische Kirche hat Wladislaus Szymanski als Glaubenszeugen in das deutsche Martyrologium des 20. Jahrhunderts aufgenommen.